# Xavier Jouvin
Pour les articles homonymes, voir Jouvin.
Xavier Jouvin est un gantier français né le 8 décembre 1801 à Grenoble et mort dans cette même ville le 3 mars 1844.

## Biographie
Xavier Jouvin naît le 8 décembre 1801 à Grenoble. Cadet d'une dynastie de maîtres gantiers grenoblois, enfant de Claude-Etienne Jouvin et de sa troisième épouse Rose Rey, il est apprenti gantier chez son grand-oncle Hugues Jouvin à Grenoble puis travaille avec son père à Versailles et Paris, avant de revenir à Grenoble en 1818-1820 pour étudier entre autres la mécanique et l'industrie textile avant de revenir à Paris.
Il continue son activité de gantier entre Grenoble et Versailles jusqu'en 1830, en s'associant en 1825 avec son oncle Jean-Baptiste Jouvin, et s'attelle de près à la découpe des gants, ainsi qu'à la menuiserie et à la forge. Il étudie l'extensibilité des peaux ainsi que la forme des mains qu'il classe en 322 types et 32 tailles. De là il invente le calibre. Il dépose un brevet en 1832 et 1834 et obtient l'exclusivité de son système qui rend la coupe plus précise.
En 1838, il perfectionne son système avec la « main de fer », un emporte-pièce à la forme du calibre qui permet de découper six gants à la fois, qu'il fait breveter et pour lequel il obtient une médaille de bronze à l'exposition industrielle de Paris de 1839. La mécanique (taille, patron, emporte-pièce, grande série) entre dans la ganterie d'autant plus facilement que les gants sont moins chers, plus seyants et de meilleure qualité. 
Il crée en 1843 la société Jouvin et Cie en s'associant à deux autres gantiers : son demi-frère aîné Claude-Joseph Jouvin et Pierre Noël Doyon. Claude est à Paris et Xavier à Grenoble, où il acquiert l'ancien prieuré de Saint-Laurent pour installer ses ateliers. Conscient que son système met en difficulté les coupeurs gantiers, Xavier Jouvin reverse à partir de 1841 une part des bénéfices de ses coupes à la mutuelle d'entraide des gantiers grenoblois (première société mutuelle fondée en 1803 par André Chevalier).
Xavier Jouvin épouse en 1842 Julie Rey. Ils n'ont qu'une fille unique, Adèle Marie Rose, née en 1843, qui épousa Édouard Rey, futur sénateur-maire de Grenoble, donnant le nom de Rey-Jouvin à sa famille.
Xavier Jouvin décède le 3 mars 1844 et est enterré au cimetière Saint-Roch de Grenoble.

## Postérité
Après sa mort, des conflits éclatent entre sa veuve et son demi-frère. La société qu'il avait co-fondé reste aux mains de Claude et Julie Rey fonde sa propre ganterie, nommée Veuve Jouvin et Cie,.
Le quai et la place Xavier Jouvin à Grenoble ont été nommés en son honneur. Sur la place, une statue en bronze à son effigie, œuvre d'Henri Ding, est édifiée en 1889. Fondue sous le régime de Vichy, elle est remplacée par une copie en pierre en 1943.

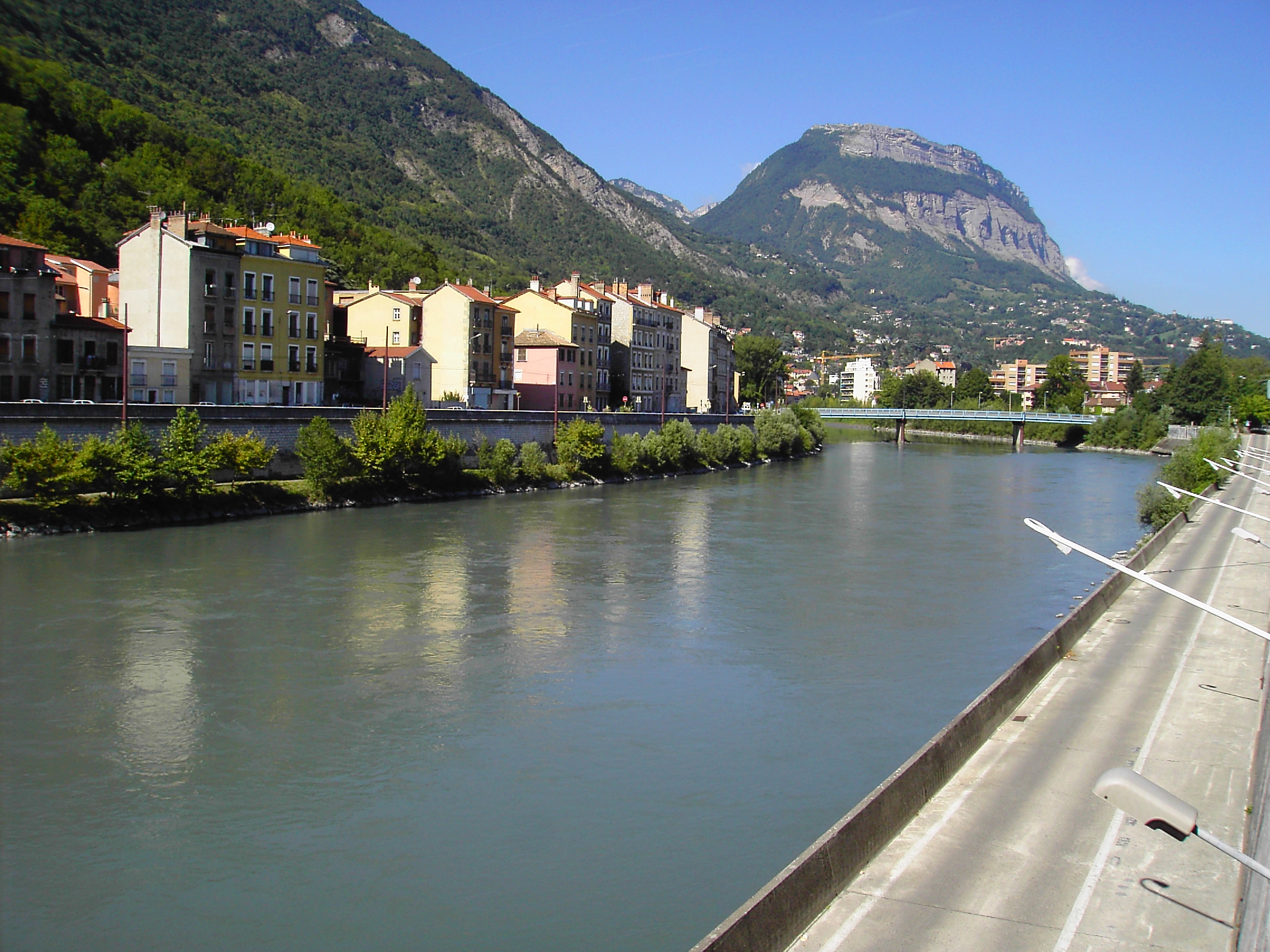
Quai Xavier Jouvin avec au fond le nouveau pont Massena - Grenoble.